# Ayna (Albacete)
Aýna (auch: Ayna) ist ein Ort und eine aus dem Hauptort sowie mehreren Weilern (pedanías) und Einzelgehöften (fincas) bestehende Gemeinde (municipio) mit 608 Einwohnern (Stand: 2024) im Südwesten der Provinz Albacete in der autonomen Region Kastilien-La Mancha. Neben dem Hauptort Aýna gehören die Ortschaften La Dehesa, El Jinete, El Griego, Moriscote, La Navazuela, La Noguera, Royo-Odrea, Las Hoyas, La Sarguilla, El Villarejo und El Pozuelo zur Gemeinde.

## Lage und Klima
Aýna liegt inmitten der Berglandschaft der Sierra de Alcaraz ca. 70 km (Fahrtstrecke) südsüdwestlich der Provinzhauptstadt Albacete in einer Höhe von ca. 675 m. Die Gemeinde wird durch den Río Mundo durchquert. Im Winter ist das Klima wegen der Höhenlage durchaus kühl, im Sommer dagegen warm; die geringen Niederschlagsmengen (ca. 430 mm/Jahr) fallen – mit Ausnahme der nahezu regenlosen Sommermonate – verteilt übers ganze Jahr.

## Bevölkerungsentwicklung
| Jahr      | 1970 | 1981 | 1991 | 2001 | 2011 | 2021 |
| Einwohner | 2243 | 1935 | 1193 | 912  | 788  | 582  |

## Sehenswürdigkeiten
- Reste der Burg von La Yedra
- Marienkirche
- Marienkapelle